# گه جیانچینگ
گه جیانچینگ (انگلیسی: Ge Jianqing؛ زادهٔ ۲۲ آوریل ۱۹۶۵) بازیکن واترپلو اهل چین بود.
وی در مسابقات کشوری و بین‌المللی در مجموع برندهٔ ۲ مدال طلا شده‌است.